# Coburg North
Coburg North ist ein Stadtteil von Melbourne, Australien. Der Stadtteil gehört zum Verwaltungsgebiet (LGA) City of Merri-bek. 

## Geografie

### Umgebende Stadtteile
| Hadfield          | Fawkner | Reservoir |
| Pascoe Vale       |         | Preston   |
| Pascoe Vale South | Coburg  | Preston   |

### Sehenswürdigkeiten
- The Coburg Olympic Pool
- Golfplatz Merri Creek
- Coburg Drive in
- Coburg Lake
- Cash Reserve
- Richards Reserve (mit Cyclodrome)
- Parker Reserve (Baseball Diamond)
- Cox Reserve
- Hosken Reserve
- Sanger Reserve

## Wirtschaft und Infrastruktur

### Wirtschaft
Der örtliche Einzelhandel konzentriert sich auf den Bereich um die Sydney Road. Es finden sich aber auch in den anderen Teilen des Stadtteils einige Supermärkte, Apotheken und andere, meist eigenständige, Einzelhändler. 

Hauptindustrie ist eine Kodak-Fabrik zur Filmentwicklung. Kodak hat bekanntgegeben, dass es Pläne gibt, die Fabrik in näherer Zukunft zu schließen.